# Női kajak kettes 500 méter a 2004. évi nyári olimpiai játékokon
Ezen az oldalon a 2004. évi nyári olimpiai játékok kajak-kenu versenyein, a női kajak kettesek 500 méteres számának eredményei találhatók. A versenyszámban tizenöt nemzet harminc versenyzője indult. Az előfutamokat augusztus 24-én, a középfutamot augusztus 26-án, a döntőt augusztus 28-án rendezték a Szkíniasz evezős és kajak-kenu központban.

## Versenyidőpontok
Minden időpont helyi, athéni (UTC+3) idő szerint van megadva.
A futam után zárójelben lévő szám jelzi, hogy a teljes olimpiai kajak-kenu versenysorozatban az adott futam hanyadik volt.
| Dátum                          | Kezdési időpont | Futam                        |
| ------------------------------ | --------------- | ---------------------------- |
| 2004. augusztus 24., kedd      | 11:05           | Első előfutam (30. futam)    |
| 2004. augusztus 24., kedd      | 11:15           | Második előfutam (31. futam) |
| 2004. augusztus 26., csütörtök | 10:10           | Középfutam (50. futam)       |
| 2004. augusztus 28., szombat   | 10:25           | Döntő (62. futam)            |

## Érmesek
Janics Natasa egy órával az egyéni megnyerése után ismét felállhatott a dobogó tetejére párjával, Kovács Katalinnal, aki két ezüstérme után megszerezte élete első olimpiai aranyérmét.
A magyar páros eltérő háttérszínnel kiemelve.
| Arany                                               | Ezüst                                                  | Bronz                                                            |
| --------------------------------------------------- | ------------------------------------------------------ | ---------------------------------------------------------------- |
| Magyarország (HUN) · Janics Natasa · Kovács Katalin | Németország (GER) · Birgit Fischer · Carolin Leonhardt | Lengyelország (POL) · Aneta Pastuszka · Beata Sokołowska-Kulesza |

## Eredmények
Az alábbi táblázatok a hivatalos jegyzőkönyv alapján készültek (lásd Források).
A nevek a hajóban lévő beülési sorrend alapján vannak megadva, azaz elsőként a hajóban elöl ülő úgynevezett vezérevezős.
Az Eredmény oszlop két, 250 méteres részre van bontva, a pályán itt voltak a mérési pontok. Egy-egy csapat eredményénél a sorok a következőket jelentik:
- 1. sor: az adott táv teljesítésekor elért összeredmény, zárójelben az akkori helyezéssel. Az első oszlopban másodperc alakban, a továbbiakban pedig perc:másodperc alakban.
- 2. sor: az adott táv 250 méteres részeredménye, zárójelben az adott 250 méteres szakaszban elért helyezés. Az első oszlop természetszerűleg azért üres, mert megegyezik az 1. sorban lévő eredménnyel.
- 3. sor: másodperc alakban jelzi, hogy az adott csapat mekkora távolságra volt a megfelelő mérési pontnál elsőként áthaladó nemzethez képest. Természetesen egy-egy oszlopban kizárólag akkor van beírva idő, ha annál a mérési pontnál nem az adott nemzet volt az első helyen.

A Kvalifikáció oszlopban az alábbi három rövidítés található:
- QF: a csapat bejutott a döntőbe
- QS: a csapat bejutott a középfutamba
- X: a csapat kiesett

### Előfutamok
Az előfutamok első három helyezettjei automatikusan a döntőbe jutottak, a többi kilenc csapat a középfutamba került. Az előfutamokból senki nem esett ki.

#### Első előfutam
| Helyezés | Pálya | Nemzet                 | Rajtszám | Név                | Eredmény | Eredmény | Eredmény | Eredmény | Kvalifikáció |
| Helyezés | Pálya | Nemzet                 | Rajtszám | Név                | 250m     | 250m     | 500m     | 500m     | Kvalifikáció |
| -------- | ----- | ---------------------- | -------- | ------------------ | -------- | -------- | -------- | -------- | ------------ |
| 1.       | 5.    | Magyarország (HUN)     | 127      | Kovács Katalin     | 48,51    | (1)      | 1:38,606 | (1)      | QF           |
| 1.       | 5.    | Magyarország (HUN)     | 131      | Janics Natasa      |          |          | 50,096   | (1)      | QF           |
| 1.       | 5.    | Magyarország (HUN)     |          |                    |          |          |          |          | QF           |
| 2.       | 4.    | Spanyolország (ESP)    | 83       | Beatriz Manchon    | 49,09    | (2)      | 1:41,338 | (2)      | QF           |
| 2.       | 4.    | Spanyolország (ESP)    | 84       | Teresa Portela     |          |          | 52,248   | (2)      | QF           |
| 2.       | 4.    | Spanyolország (ESP)    |          |                    | 0,58     |          | 2,732    |          | QF           |
| 3.       | 7.    | Kanada (CAN)           | 50       | Caroline Brunet    | 50,83    | (3)      | 1:43,434 | (3)      | QF           |
| 3.       | 7.    | Kanada (CAN)           | 35       | Mylanie Barre      |          |          | 52,604   | (3)      | QF           |
| 3.       | 7.    | Kanada (CAN)           |          |                    | 2,32     |          | 4,828    |          | QF           |
| 4.       | 1.    | Japán (JPN)            | 144      | Kitamoto Sinobu    | 51,08    | (4)      | 1:44,730 | (4)      | QS           |
| 4.       | 1.    | Japán (JPN)            | 145      | Szuzuki Jumiko     |          |          | 53,650   | (6)      | QS           |
| 4.       | 1.    | Japán (JPN)            |          |                    | 2,57     |          | 6,124    |          | QS           |
| 5.       | 8.    | Franciaország (FRA)    | 248      | Anne Laure Viard   | 51,44    | (5)      | 1:45,090 | (5)      | QS           |
| 5.       | 8.    | Franciaország (FRA)    | 249      | Marie Delattre     |          |          | 53,650   | (7)      | QS           |
| 5.       | 8.    | Franciaország (FRA)    |          |                    | 2,93     |          | 6,484    |          | QS           |
| 6.       | 3.    | Egyesült Államok (USA) | 229      | Kathryn Colin      | 52,39    | (7)      | 1:45,158 | (6)      | QS           |
| 6.       | 3.    | Egyesült Államok (USA) | 230      | Lauren Spalding    |          |          | 52,768   | (4)      | QS           |
| 6.       | 3.    | Egyesült Államok (USA) |          |                    | 3,88     |          | 6,552    |          | QS           |
| 7.       | 6.    | Románia (ROU)          | 185      | Florica Vulpes     | 51,86    | (6)      | 1:45,386 | (7)      | QS           |
| 7.       | 6.    | Románia (ROU)          | 186      | Lidia Talpa        |          |          | 53,526   | (5)      | QS           |
| 7.       | 6.    | Románia (ROU)          |          |                    | 3,35     |          | 6,780    |          | QS           |
| 8.       | 2.    | Kazahsztán (KAZ)       | 149      | Natalja Szergejeva | 52,94    | (8)      | 1:46,710 | (8)      | QS           |
| 8.       | 2.    | Kazahsztán (KAZ)       | 150      | Ellina Uzsahova    |          |          | 53,770   | (8)      | QS           |
| 8.       | 2.    | Kazahsztán (KAZ)       |          |                    | 4,43     |          | 8,104    |          | QS           |

| Hivatalos személyek | Hivatalos személyek      | Hivatalos személyek | Hivatalos személyek      |
| ------------------- | ------------------------ | ------------------- | ------------------------ |
| Versenyigazgató:    | Frank Garner (kanadai)   | Pályabíró:          | Cecilia Farias(argentin) |
| Indítóbíró:         | Etienne Janssens (belga) | Pályabíró:          | Miroslav Haviar(szlovák) |
|                     |                          | Vezető célbíró:     | Onorato Lanza (olasz)    |

| Időjárási viszonyok    | Időjárási viszonyok | Időjárási viszonyok | Időjárási viszonyok | Időjárási viszonyok | Időjárási viszonyok |
| ---------------------- | ------------------- | ------------------- | ------------------- | ------------------- | ------------------- |
| A levegő hőmérséklete: | 25,0 °C             | Szélerősség:        | 6,3/2,8 m/s         | Szélirány:          |                     |
| A víz hőmérséklete:    | 27,5 °C             | Körülmények:        | napos               | Szélirány:          |                     |
| Páratartalom:          | 53,0%               |                     |                     | Szélirány:          |                     |

#### Második előfutam
| Helyezés | Pálya | Nemzet                 | Rajtszám | Név                      | Eredmény | Eredmény | Eredmény | Eredmény | Kvalifikáció |
| Helyezés | Pálya | Nemzet                 | Rajtszám | Név                      | 250m     | 250m     | 500m     | 500m     | Kvalifikáció |
| -------- | ----- | ---------------------- | -------- | ------------------------ | -------- | -------- | -------- | -------- | ------------ |
| 1.       | 3.    | Németország (GER)      | 110      | Birgit Fischer           | 48,24    | (1)      | 1:39,588 | (1)      | QF           |
| 1.       | 3.    | Németország (GER)      | 111      | Carolin Leonhardt        |          |          | 51,348   | (1)      | QF           |
| 1.       | 3.    | Németország (GER)      |          |                          |          |          |          |          | QF           |
| 2.       | 6.    | Kína (CHN)             | 60       | Xu Linbei                | 48,80    | (2)      | 1:40,943 | (2)      | QF           |
| 2.       | 6.    | Kína (CHN)             | 57       | Zhong Hongyan            |          |          | 52,143   | (4)      | QF           |
| 2.       | 6.    | Kína (CHN)             |          |                          | 0,56     |          | 1,355    |          | QF           |
| 3.       | 4.    | Lengyelország (POL)    | 167      | Aneta Pastuszka          | 49,49    | (3)      | 1:41,164 | (3)      | QF           |
| 3.       | 4.    | Lengyelország (POL)    | 179      | Beata Sokołowska-Kulesza |          |          | 51,674   | (2)      | QF           |
| 3.       | 4.    | Lengyelország (POL)    |          |                          | 1,25     |          | 1,576    |          | QF           |
| 4.       | 1.    | Svédország (SWE)       | 219      | Sofia Paldanius          | 50,88    | (5)      | 1:44,059 | (4)      | QS           |
| 4.       | 1.    | Svédország (SWE)       | 220      | Anna Karlsson            |          |          | 53,179   | (5)      | QS           |
| 4.       | 1.    | Svédország (SWE)       |          |                          | 2,64     |          | 4,471    |          | QS           |
| 5.       | 5.    | Bulgária (BUL)         | 31       | Deljana Dacseva          | 50,24    | (4)      | 1:44,268 | (5)      | QS           |
| 5.       | 5.    | Bulgária (BUL)         | 32       | Bonka Pindzseva          |          |          | 54,028   | (7)      | QS           |
| 5.       | 5.    | Bulgária (BUL)         |          |                          | 2,00     |          | 4,680    |          | QS           |
| 6.       | 7.    | Fehéroroszország (BLR) | 18       | Hanna Pucskova           | 53,45    | (7)      | 1:45,279 | (6)      | QS           |
| 6.       | 7.    | Fehéroroszország (BLR) | 19       | Alena Bec                |          |          | 51,829   | (3)      | QS           |
| 6.       | 7.    | Fehéroroszország (BLR) |          |                          | 5,21     |          | 5,691    |          | QS           |
| 7.       | 2.    | Ausztrália (AUS)       | 3        | Paula Harvey             | 52,73    | (6)      | 1:46,319 | (7)      | QS           |
| 7.       | 2.    | Ausztrália (AUS)       | 4        | Susan Tegg               |          |          | 53,589   | (6)      | QS           |
| 7.       | 2.    | Ausztrália (AUS)       |          |                          | 4,49     |          | 6,731    |          | QS           |

| Hivatalos személyek | Hivatalos személyek      | Hivatalos személyek | Hivatalos személyek         |
| ------------------- | ------------------------ | ------------------- | --------------------------- |
| Versenyigazgató:    | Frank Garner (kanadai)   | Pályabíró:          | Charalampos Vlachos (görög) |
| Indítóbíró:         | Etienne Janssens (belga) | Pályabíró:          | Vaskuti István (magyar)     |
|                     |                          | Vezető célbíró:     | Onorato Lanza (olasz)       |

| Időjárási viszonyok    | Időjárási viszonyok | Időjárási viszonyok | Időjárási viszonyok | Időjárási viszonyok | Időjárási viszonyok |
| ---------------------- | ------------------- | ------------------- | ------------------- | ------------------- | ------------------- |
| A levegő hőmérséklete: | 25,0 °C             | Szélerősség:        | 7,3/4,2 m/s         | Szélirány:          |                     |
| A víz hőmérséklete:    | 27,5 °C             | Körülmények:        | napos               | Szélirány:          |                     |
| Páratartalom:          | 53,0%               |                     |                     | Szélirány:          |                     |

### Középfutam
A középfutam első három helyezettje bejutott a döntőbe, a többiek pedig kiestek.
| Helyezés | Pálya | Nemzet                 | Rajtszám | Név                | Eredmény | Eredmény | Eredmény | Eredmény | Kvalifikáció |
| Helyezés | Pálya | Nemzet                 | Rajtszám | Név                | 250m     | 250m     | 500m     | 500m     | Kvalifikáció |
| -------- | ----- | ---------------------- | -------- | ------------------ | -------- | -------- | -------- | -------- | ------------ |
| 1.       | 3.    | Bulgária (BUL)         | 31       | Deljana Dacseva    | 50,83    | (2)      | 1:44,246 | (1)      | QF           |
| 1.       | 3.    | Bulgária (BUL)         | 32       | Bonka Pindzseva    |          |          | 53,416   | (2)      | QF           |
| 1.       | 3.    | Bulgária (BUL)         | 0,43     |                    |          |          |          |          | QF           |
| 2.       | 4.    | Svédország (SWE)       | 219      | Sofia Paldanius    | 51,97    | (6)      | 1:44,570 | (2)      | QF           |
| 2.       | 4.    | Svédország (SWE)       | 220      | Anna Karlsson      |          |          | 52,600   | (1)      | QF           |
| 2.       | 4.    | Svédország (SWE)       |          |                    | 1,57     |          | 0,324    |          | QF           |
| 3.       | 7.    | Fehéroroszország (BLR) | 18       | Hanna Pucskova     | 51,23    | (3)      | 1:45,234 | (3)      | QF           |
| 3.       | 7.    | Fehéroroszország (BLR) | 19       | Alena Bec          |          |          | 54,004   | (5)      | QF           |
| 3.       | 7.    | Fehéroroszország (BLR) |          |                    | 0,83     |          | 0,988    |          | QF           |
| 4.       | 6.    | Franciaország (FRA)    | 248      | Anne Laure Viard   | 51,43    | (4)      | 1:45,626 | (4)      | X            |
| 4.       | 6.    | Franciaország (FRA)    | 249      | Marie Delattre     |          |          | 54,196   | (6)      | X            |
| 4.       | 6.    | Franciaország (FRA)    |          |                    | 1,03     |          | 1,380    |          | X            |
| 5.       | 8.    | Románia (ROU)          | 185      | Florica Vulpes     | 51,88    | (5)      | 1:45,770 | (5)      | X            |
| 5.       | 8.    | Románia (ROU)          | 186      | Lidia Talpa        |          |          | 53,890   | (4)      | X            |
| 5.       | 8.    | Románia (ROU)          |          |                    | 1,48     |          | 1,524    |          | X            |
| 6.       | 9.    | Kazahsztán (KAZ)       | 149      | Natalja Szergejeva | 52,41    | (7)      | 1:46,214 | (6)      | X            |
| 6.       | 9.    | Kazahsztán (KAZ)       | 150      | Ellina Uzsahova    |          |          | 53,804   | (3)      | X            |
| 6.       | 9.    | Kazahsztán (KAZ)       |          |                    | 2,01     |          | 1,968    |          | X            |
| 7.       | 2.    | Egyesült Államok (USA) | 229      | Kathryn Colin      | 52,57    | (8)      | 1:46,786 | (7)      | X            |
| 7.       | 2.    | Egyesült Államok (USA) | 230      | Lauren Spalding    |          |          | 54,216   | (7)      | X            |
| 7.       | 2.    | Egyesült Államok (USA) |          |                    | 2,17     |          | 2,540    |          | X            |
| 8.       | 5.    | Japán (JPN)            | 144      | Kitamoto Sinobu    | 50,40    | (1)      | 1:47,614 | (8)      | X            |
| 8.       | 5.    | Japán (JPN)            | 145      | Szuzuki Jumiko     |          |          | 57,214   | (8)      | X            |
| 8.       | 5.    | Japán (JPN)            |          | 3,368              |          |          |          |          | X            |
| 9.       | 1.    | Ausztrália (AUS)       | 3        | Paula Harvey       | 53,12    | (9)      | 1:51,402 | (9)      | X            |
| 9.       | 1.    | Ausztrália (AUS)       | 4        | Susan Tegg         |          |          | 58,282   | (9)      | X            |
| 9.       | 1.    | Ausztrália (AUS)       |          |                    | 2,72     |          | 7,156    |          | X            |

| Hivatalos személyek | Hivatalos személyek      | Hivatalos személyek | Hivatalos személyek    |
| ------------------- | ------------------------ | ------------------- | ---------------------- |
| Versenyigazgató:    | Frank Garner (kanadai)   | Pályabíró:          | Peter Bland (brit)     |
| Indítóbíró:         | Etienne Janssens (belga) | Pályabíró:          | Rafal Piszcz (lengyel) |
|                     |                          | Vezető célbíró:     | Onorato Lanza (olasz)  |

| Időjárási viszonyok    | Időjárási viszonyok | Időjárási viszonyok | Időjárási viszonyok | Időjárási viszonyok | Időjárási viszonyok |
| ---------------------- | ------------------- | ------------------- | ------------------- | ------------------- | ------------------- |
| A levegő hőmérséklete: | 25,0 °C             | Szélerősség:        | 0,9/0,8 m/s         | Szélirány:          |                     |
| A víz hőmérséklete:    | 26,0 °C             | Körülmények:        | napos               | Szélirány:          |                     |
| Páratartalom:          | 53,0%               |                     |                     | Szélirány:          |                     |

### Döntő
| Helyezés | Pálya | Nemzet                 | Rajtszám                 | Név             | Eredmény | Eredmény | Eredmény | Eredmény |
| Helyezés | Pálya | Nemzet                 | Rajtszám                 | Név             | 250m     | 250m     | 500m     | 500m     |
| -------- | ----- | ---------------------- | ------------------------ | --------------- | -------- | -------- | -------- | -------- |
|          | 5.    | Magyarország (HUN)     | 127                      | Kovács Katalin  | 47,96    | (2)      | 1:38,101 | (1)      |
| 131      | 5.    | Magyarország (HUN)     | Janics Natasa            |                 |          | 50,141   | (1)      |          |
|          | 5.    | Magyarország (HUN)     | 0,23                     |                 |          |          |          |          |
|          | 4.    | Németország (GER)      | 110                      | Birgit Fischer  | 47,73    | (1)      | 1:39,533 | (2)      |
| 111      | 4.    | Németország (GER)      | Carolin Leonhardt        |                 |          | 51,803   | (4)      |          |
|          | 4.    | Németország (GER)      |                          | 1,432           |          |          |          |          |
|          | 2.    | Lengyelország (POL)    | 167                      | Aneta Pastuszka | 48,06    | (3)      | 1:40,077 | (3)      |
| 179      | 2.    | Lengyelország (POL)    | Beata Sokołowska-Kulesza |                 |          | 52,017   | (5)      |          |
|          | 2.    | Lengyelország (POL)    |                          | 0,33            |          | 1,976    |          |          |
| 4.       | 6.    | Kína (CHN)             | 60                       | Xu Linbei       | 50,12    | (6)      | 1:40,913 | (4)      |
| 4.       | 6.    | Kína (CHN)             | 57                       | Zhong Hongyan   |          |          | 50,793   | (2)      |
| 4.       | 6.    | Kína (CHN)             |                          |                 | 2,39     |          | 2,812    |          |
| 5.       | 3.    | Spanyolország (ESP)    | 83                       | Beatriz Manchon | 48,55    | (4)      | 1:42,409 | (5)      |
| 5.       | 3.    | Spanyolország (ESP)    | 84                       | Teresa Portela  |          |          | 53,859   | (9)      |
| 5.       | 3.    | Spanyolország (ESP)    |                          |                 | 0,82     |          | 4,308    |          |
| 6.       | 8.    | Bulgária (BUL)         | 31                       | Deljana Dacseva | 50,83    | (8)      | 1:42,553 | (6)      |
| 6.       | 8.    | Bulgária (BUL)         | 32                       | Bonka Pindzseva |          |          | 51,723   | (3)      |
| 6.       | 8.    | Bulgária (BUL)         |                          |                 | 3,10     |          | 4,452    |          |
| 7.       | 7.    | Kanada (CAN)           | 50                       | Caroline Brunet | 50,29    | (7)      | 1:42,833 | (7)      |
| 7.       | 7.    | Kanada (CAN)           | 35                       | Mylanie Barre   |          |          | 52,543   | (7)      |
| 7.       | 7.    | Kanada (CAN)           |                          |                 | 2,56     |          | 4,732    |          |
| 8.       | 1.    | Svédország (SWE)       | 219                      | Sofia Paldanius | 50,03    | (5)      | 1:43,077 | (8)      |
| 8.       | 1.    | Svédország (SWE)       | 220                      | Anna Karlsson   |          |          | 53,047   | (8)      |
| 8.       | 1.    | Svédország (SWE)       |                          |                 | 2,30     |          | 4,976    |          |
| 9.       | 9.    | Fehéroroszország (BLR) | 18                       | Hanna Pucskova  | 51,25    | (9)      | 1:43,729 | (9)      |
| 9.       | 9.    | Fehéroroszország (BLR) | 19                       | Alena Bec       |          |          | 52,479   | (6)      |
| 9.       | 9.    | Fehéroroszország (BLR) |                          |                 | 3,52     |          | 5,628    |          |

| Hivatalos személyek | Hivatalos személyek      | Hivatalos személyek | Hivatalos személyek       |
| ------------------- | ------------------------ | ------------------- | ------------------------- |
| Versenyigazgató:    | Frank Garner (kanadai)   | Pályabíró:          | Cecilia Farias (argentin) |
| Indítóbíró:         | Etienne Janssens (belga) | Pályabíró:          | Miroslav Haviar (szlovák) |
|                     |                          | Vezető célbíró:     | Onorato Lanza (olasz)     |

| Időjárási viszonyok    | Időjárási viszonyok | Időjárási viszonyok | Időjárási viszonyok | Időjárási viszonyok | Időjárási viszonyok |
| ---------------------- | ------------------- | ------------------- | ------------------- | ------------------- | ------------------- |
| A levegő hőmérséklete: | 23,0 °C             | Szélerősség:        | 5,4/6,1 m/s         | Szélirány:          |                     |
| A víz hőmérséklete:    | 26,0 °C             | Körülmények:        | napos               | Szélirány:          |                     |
| Páratartalom:          | 49,0%               |                     |                     | Szélirány:          |                     |